# 小行星367943
小行星367943（Duende，臨時編號：2012 DA14）是一颗近地小行星，直徑約44公尺，質量約12萬公噸。此近地小行星经过前恰逢俄罗斯发生陨石雨，但多位科学家均表示这与2013年俄罗斯乌拉尔陨石雨事件并无关联，它们的轨道相差甚远。

## 發現
2012 DA14於2012年2月13日由西班牙馬略卡天文台在拉薩格拉的分台（編號J75）發現。該小行星已在2013年2月15日以0.07個月球距離（27000公里）的位置经过地球附近。

## 曾经的風險评估

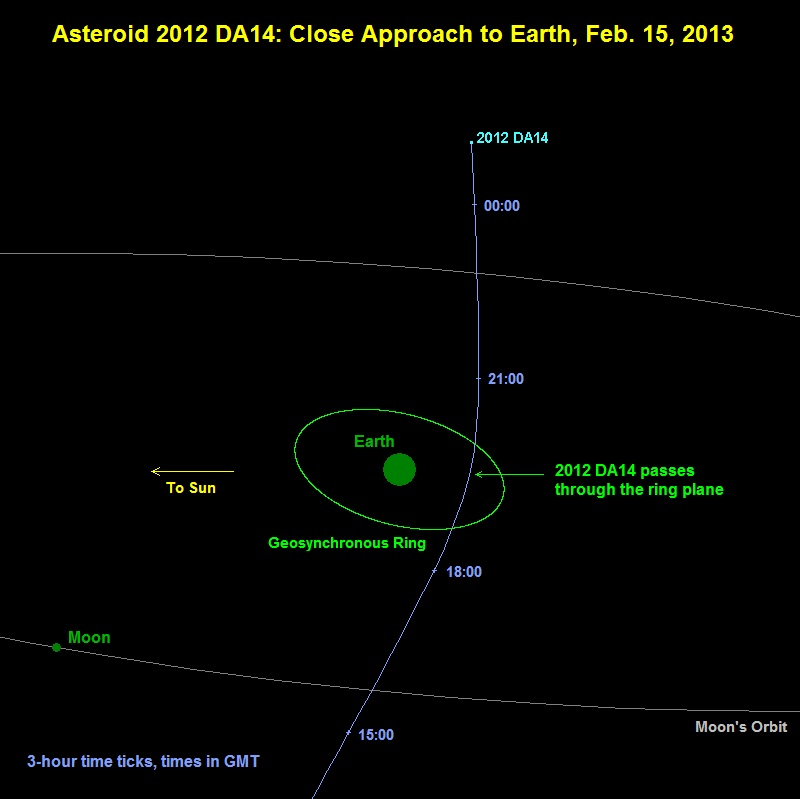
2012 DA14於2013年2月15日经过地球附近示意圖

- 該小行星不會在2013年2月15日撞擊地球[11]。
- 根據計算，2012 DA14有0.0067%的累積機率（一萬五千分之一）在2020到2042年間撞擊地球[7]（2012年3月6日計算在2020年2月16日撞擊地球的機率是八萬三千分之一）[7]。
- 該小行星的巴勒莫撞擊危險指數是−3.58[12]（這個風險低於另一個同時期接近地球的小行星撞擊機率的千分之一[13]，目前預測超過百萬個近地小行星直徑都低於100公尺）[14]。
- 杜林危險指數將該小行星列為0級，代表無撞擊危險[7]。

如果該小行星撞擊地球，釋放能量將相當於230萬噸的爆炸当量。通古斯大爆炸能量相當於300萬到2000萬噸爆炸当量。
在2013年2月15日，2012 DA14掠過地球時與地心的最短距離不低於0.000181天文單位（27100公里） 或3.2倍地球半徑。這個距離低於同步衛星的軌道，不過它並不能以肉眼觀測到。因為觀察視界只有12日的不確定性，該小行星於2013年通過地球附近的距離可能達到0.0014天文單位（21萬公里），但可能性不高。

## 外部連結
- Physical characteristics of 2012 DA14（页面存档备份，存于）, nasa.gov
- 2012 DA14 Earth Impact Risk Summary, nasa.gov
- No, asteroid 2012 DA14 will not hit us next year（页面存档备份，存于）, Bad Astronomy blog (Phil Plait, March 4, 2012)
- Cool animation showing asteroid DA 14′s near miss next year（页面存档备份，存于）, Bad Astronomy blog (Phil Plait, March 8, 2012)
- 2012 DA14 sparks asteroid fever（页面存档备份，存于） (Astro Bob, March 6, 2012)
- Discovery of 2012 DA14 (Jaime Nomen – La Sagra Sky Survey)
- Table of next close approaches（页面存档备份，存于） (Sormano Astronomical Observatory)
- SAEL - Small Asteroid Encounter List（页面存档备份，存于） (Sormano Astronomical Observatory)